# Heraclia basalifasciata
Heraclia basalifasciata är en fjärilsart som beskrevs av Max Bartel 1903. Heraclia basalifasciata ingår i släktet Heraclia och familjen nattflyn. Inga underarter finns listade i Catalogue of Life.